# Diaglyptella seminigra
Diaglyptella seminigra är en stekelart som beskrevs av André Seyrig 1952. Diaglyptella seminigra ingår i släktet Diaglyptella och familjen brokparasitsteklar. Inga underarter finns listade i Catalogue of Life.